# Gunda richteri
Gunda richteri är en fjärilsart som beskrevs av Gustav Weymer 1890. Gunda richteri ingår i släktet Gunda och familjen silkesspinnare. Inga underarter finns listade i Catalogue of Life.